# 厄奇諾德
厄奇諾德（法語：Erchinoald，614年—658年），亦稱埃爾基諾阿爾多（Ercinoaldo）、阿尚博（Archambaud），法蘭克王國貴族，641年至658年間任紐斯特里亞與勃艮第宮相。

## 家族背景

### 母系淵源
據《弗萊德加編年史》記載，厄奇諾德為達戈貝爾特一世母親的親屬（consanguineus）。其母格貝爾加（Gerberge）為勃艮第貴族，勃艮第總督里科梅爾與格特魯德·德阿馬日之女。學界推測格特魯德可能與達戈貝爾特一世生母貝特魯德存在親緣關係。

### 父系爭議
高盧-羅馬貴族說：
根據《聖里屈德修道院編年史》（Chronico Marcianensi de Sancta Rictrude），其父為高盧-羅馬參議員安斯貝爾圖斯（Ansbertus），屬費雷奧利家族（Ferrèoli），母系可追溯至墨洛溫王朝分支。此說法支持者認為其子勒德修斯（Leudesius）承襲西亞格里烏斯家族（Syagrii）血脈。
日耳曼貴族說：
編年史家弗雷德加里奧所寫的《馬爾恰年鑑》 記載其為安斯伯特公爵的外孫（即女兒的兒子），安斯伯特出身於一個具有日耳曼血統的貴族家庭，所以厄奇諾德具日耳曼軍事貴族血統。安斯伯特公爵並與一位墨洛溫王朝的公主聯姻。厄奇諾德是奧斯特雷文公爵阿達巴爾多和蓬蒂約伯爵西格伯特的兄弟。而編年史家弗雷德加里奧則證實，厄奇諾德與達戈貝爾特一世是血親。

## 生平
614年，厄奇諾德生於尼姆，家族保留古羅馬貴族傳統儀式與稱謂。厄奇諾德於634年赴普瓦捷加入蘭登的丕平的軍隊，參與對抗哥德人的軍事改革。641年，厄奇諾德接替埃加成為紐斯特里亞宮相，輔佐幼主克洛維斯二世與攝政太后南蒂爾德。
厄奇諾德購得盎格魯-撒克遜女奴巴蒂爾德（其後封為聖人，稱聖巴蒂爾德），獻予克洛维二世為妻，強化宮相權力。
厄奇諾德亦資助興建聖康坦山修道院與拉尼聖皮埃爾修道院。約639年接待愛爾蘭修士聖富爾西及其兄弟聖福伊蘭和聖烏爾坦來到厄奇諾德位於佩羅訥的莊園。據說，聖富爾西曾為埃爾奇諾爾德的兒子施行洗禮，並應他的要求在佩羅訥附近建立了聖康坦山修道院。
厄奇諾德利用其領地佩羅訥（Péronne）靠近英吉利海峽的優勢，推動法蘭克王國對肯特王國與東盎格利亞的宗教滲透。支持奧古斯丁傳教團赴英格蘭傳教的後繼者，他亦參與並支持他在紐斯特里亞影響範圍內的修道院（例如法爾穆捷修道院（Faremoutiers）），肯特公主如埃爾孔戈塔（Eorcongota）和東盎格利亞的埃塞爾堡和塞特里斯，大多是他的親戚，都退居其中並成為女修道院院長。
厄奇諾德任內未發動大規模戰爭，專注內政穩定。厄奇諾德於658年逝世後，紐斯特里亞貴族推舉埃布羅因繼任宮相。其家族雖在676年歐坦主教勒德加與埃布羅因的鬥爭中遭重創，但據考證可能透過女兒後裔延續於加洛林王朝貴族。

### 考古發現
2006年於尼姆古宅遺址發現其私人木製文獻（現藏巴黎大學）：記載630年訪問羅馬見聞，描述帝國遺跡衰敗（如羅馬廣場廢墟）、殘存元老院成員的傳統服飾，以及貧民流行病狀況。文體模仿古希臘史家，被視為晚期拉丁語重要範例。

## 家庭與後裔
配偶：勒特辛德（Leutsinde，身世不詳）
子女：
- 勒德修斯（Leudesius，？-676年），675年紐斯特里亞宮相，遭埃布羅因誘殺。
- 伊梅（Ymme，存疑），嫁肯特國王埃德博爾德（英语：Eadbald of Kent）（Eadbald）。其父系另有克洛塔爾二世或提烏德貝爾特二世之說。